# Villardondiego
Villardondiego – gmina w Hiszpanii, w prowincji Zamora, w Kastylii i León, o powierzchni 24,35 km². W 2011 roku gmina liczyła 108 mieszkańców.